# Parohia Saint John (Antigua și Barbuda)

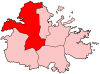
Localizarea parohiei în Insula Antigua

Saint John  este o parohie din Antigua și Barbuda